# Малайська черепаха-равликоїд
Малайська черепаха-равликоїд (Malayemys subtrijuga) — вид черепах з роду Малайська черепаха родини Азійські прісноводні черепахи.

## Опис
Загальна довжина досягає 20 см. Голова товста, морда дещо витягнута. Карапакс опуклий. На спині її помітні три невисоких гребеня. Лапи мають плавальні перетинки. Має потужні щелепи. Хвіст порівняно довгий.
Темно-коричневий панцир вкритий чорними плямами, пластрон майже повністю забарвлено у жовтий колір. На голові є гарний малюнок з ясно-жовтих поздовжніх смуг і плям.

## Спосіб життя
Полюбляє маленькі озера та болота. Це досить полохлива тварина. Намагається сховатися. Харчується молюсками, переважно равликами. Звідси й походить її назва. Іноді також вживає комах та ракоподібних.
Самиці відкладають від 3 до 10 яєць, у середньому 6.

## Розповсюдження
Мешкає на півдні В'єтнаму, у Камбоджі, східному Таїланді, Лаосі, на островах Суматра, Ява (Індонезія).